# Fjodar Klimčuk
Fjodar Danilavič Klimčuk (bělorusky Фёдар Данілавіч Клімчук, rusky Фёдор Данилович Климчук; 27. únor 1935 Simanavičy, Drahyčinský povět, Poleské vojvodství, Druhá Polská republika – 22. října 2018, Minsk) byl běloruský lingvista-dialektolog a historik. Je kandidát filologie, vedoucí výzkumný pracovník Institutu lingvistiky Jakuba Kolase, Národní akademie věd Bieloruska. Specialista v historii a dialektologii Polesí. Je autorem více než 200 prací v oblasti dialektologie, lingvistiky, lexikografie, slovanských studií, folklóru, etnogeneze, glotogeneze, sociolingvistiky a toponymie. V roce 2001 získal státní cenu Běloruské republiky v oblasti humanitních a společenských věd.

## Biografie
Narodil se 27. února 1935 v obci Simanavičy (polesky Сымоновычы) v Drahyčinském povětu v Poleském vojvodství na území Druhé Polské republiky (dnes Drahyčinský rajón, Brestská oblast, Bělorusko) do rolnické rodiny. Od prvního do třetího ročníku studoval na Simanavičské škole, čtvrtý ročník absolvoval v obci Vulka Simanavickaja, pátý až desátý ročník navštěvoval školy v Drahyčině. Školu dokončil v roce 1952.
Ve stejném roce nastoupil na Fakultu historie Pinského státního učitelského institutu. Po promoci v roce 1954 pracoval jako učitel v obci Vydybor (polesky Выдыбор) v Stolinském rajónu v Brestské oblasti. Od roku 1955 vyučoval ve školách v Dryhčinském rajónu.
V letech 1964 až 1967 dálkově studoval na Fakultě historie Pedagogického institutu M. Gorkého v Minsku. V roce 1957 začal pracovat na vědecké práci: shromažďoval dialektální, folklórní a etnografický materiál. V roce 1962 se setkal a začal spolupracovat s lingvistou Nikitou Iljičem Tolstým (pravnuk L. N. Tolstého).
V roce 1968 pokračoval v postgraduálním studiu v Ústavu jazykovědy Jakuba Kolase běloruské Akademie věd, které dokončil v roce 1971 a začal pracovat v odvětví dialektů na stejném institutu. Od roku 1981 byl vedoucím výzkumným pracovníkem. V roce 1973 obhájil disertační práci na téma „Да лінгвагеаграфіі Заходняга Палесся“ (K lingvistické geografii Západního Polesí).